# Pou de gel del torrent dels Pèlags
El Pou de gel del torrent dels Pèlags és una obra del Bruc (Anoia) inclosa a l'Inventari del Patrimoni Arquitectònic de Catalunya.

## Descripció
Pou de glaç circular d'uns vuit metres de profunditat i sis metres de diàmetre. En la seva part superior hi ha un arc de pedra ben conservat que cubreix la boca del pou en la seva totalitat. Es troba a prop del torrent dels Pèlecs, en una zona plenament obaga.
El pou es troba en el límit entre els termes municipals del Bruc i Castellfollit del Boix, al costat de la pista que travessa transversalment el paratge anomenat Obaga dels Pous, dins la zona de caça controlada de Montserrat.